# Tratado Liévano-Jiménez
El Tratado Liévano-Jiménez, que formalmente lleva el nombre de Acuerdo sobre Delimitación de Áreas Marinas y Submarinas entre la República de Colombia y la República Dominicana, fue un acuerdo de límites que se firmó en Santo Domingo el 13 de enero de 1978 entre los ministro de relaciones exteriores de Colombia y República Dominicana, Indalecio Liévano Aguirre y Ramón Emilio Jiménez respectivamente.
El acuerdo estableció que la frontera consiste en dos tramos, el primero ubicado entre los puntos de coordenadas 15°02′00″N 73°27′30″O / 15.03333, -73.45833 y 15°00′40″N 71°40′30″O / 15.01111, -71.67500, y el segundo entre este último y el punto 15°18′00″N 69°29′30″O / 15.30000, -69.49167; este último tramo se le denomina "Proyección" ya que Venezuela firmó un tratado el 3 de marzo de 1979 también con la República Dominicana, cuyo trazado se sobrepone sobre el límite colombo-dominicano. Así mismo se creó una Zona de Investigación Científica y Explotación Pesquera Común, en la cual cada país tiene derechos de pesca y de investigaciones relativas a los recursos vivos del área sin por ello ser perjuicio a la soberanía de ambas naciones, y también se concertó el compromiso de cooperar en lo relacionado con el control, la reducción y la prevención de la contaminación del medio marino. Así mismo se establece la coordinación en las medidas de conservación de las especies que se desplazan más allá de las respectivas zonas marítimas.